# گونسالو دلگراس
گونسالو دلگراس (اسپانیایی: Gonzalo Delgrás‎؛ ۳ اکتبر ۱۸۹۷ – ۲۴ اکتبر ۱۹۸۴) کارگردان فیلم و فیلم‌نامه‌نویس اهل اسپانیا بود.
از فیلم‌ها یا مجموعه‌های تلویزیونی که وی در آن‌ها نقش داشته است می‌توان به ابله تمام‌عیار اشاره نمود.